# Orchestral Manoeuvres in the Dark
Orchestral Manoeuvres in the Dark, conocida por su acrónimo OMD (en español como Maniobras Orquestales en la Oscuridad) es una banda británica de synth pop y new wave.
El grupo fue fundado en la ciudad de Meols, Merseyside, en 1978 por Andy McCluskey (voz principal y bajo eléctrico) y Paul Humphreys (sintetizador, coros y, ocasionalmente, voz). Hasta 2024 han publicado 14 álbumes de estudio, aunque su canción más famosa, «Enola Gay», es un tema antibelicista publicado en 1980. Sin embargo, a pesar de su éxito local, a nivel internacional son mejor conocidos por su hit «If You Leave», No 4 en Billboard Hot 100 en 1986.

## Historia

### Orígenes
En 1977 Paul Humphreys y Andy McCluskey, que se habían conocido en el colegio, formaron junto a otros integrantes una banda experimental y electrónica llamada The Id. Escribieron canciones como «Julia's Song» (cuya versión de aquel período fue lanzada en un recopilatorio pocos años después) o «Electricity», que más tarde pasarían a formar parte del repertorio de OMD. 
La banda se disuelve en 1978, y McCluskey se une por poco tiempo a Dalek I Love You, otra banda electrónica de Liverpool. En septiembre del mismo año McCluskey se reunió nuevamente con Humphreys en un proyecto nuevo llamado Orchestral Manoeuvres in the Dark, cuyo nombre en ese entonces era abreviado como OMITD.
Sus primeros conciertos tenían lugar en el Eric's Club de Liverpool, centro de reuniones de muchas bandas locales famosas como Dalek I Love You o Big in Japan. Al formarse, la banda firmó con el sello Factory Records, de Mánchester, que tenía contratadas bandas como Joy Division y Cabaret Voltaire. Además de promocionarse con conciertos, también grabaron unas cuantas canciones en las John Peel Sessions.

### Experimentalismo: primeros trabajos (1979-1980)
El 21 de mayo de 1979, OMD publicó su primer trabajo: un sencillo de 7", «Electricity», que contenía la canción homónima y, en la cara B, la canción «Almost». Las canciones fueron producidas por Martin Hannett, productor de Joy Division, New Order, Buzzcocks, Magazine y otras famosas bandas new wave de la época. Poco después, la banda se desvinculó del sello Factory e ingresaron en el sello subsidiario de Virgin Records DinDisc Records, donde llegan a grabar otras dos versiones de «Electricity».
El 22 de febrero de 1980 OMD, publica su primer álbum de estudio, el homónimo Orchestral Manoeuvres in the Dark, producido por el grupo y Chester Valentino (nombre real Paul Collister). Del disco se extrajeron tres sencillos durante ese año: «Red Frame/White Light», que salió a la venta el 1 de febrero; «Electricity», el 31 de marzo (tercera versión del tema); y «Messages», el 2 de mayo. El 24 de octubre se publicó su segundo álbum de estudio, Organisation, producido por OMD y Mike Howlett. Fue grabado en Ridge Farm y Adivision Studios en 1980. Este disco continúa con el experimentalismo que los caracterizará en sus primeros trabajos. La canción «VCL XI» había sido compuesta antes y ya se interpretó en las giras de 1979. Paul Humphreys canta su primera canción en el grupo, «Promise». «The Misunderstanding», uno de los temas más inquietantes del disco, de algún modo anticipa lo que será su siguiente y exitoso álbum.[cita requerida]
En Organisation se incluye una de sus canciones más exitosas, el tema antibelicista «Enola Gay», único sencillo del álbum y que ocupó los primeros puestos de las listas tras su puesta a la venta el 26 de septiembre de 1980. El 9 de octubre, la canción fue presentada en el programa de televisión de la BBC Top of the Pops. En España alcanzó el n.º 2.

Cómo la gente canta a voz en grito la melodía de «Enola Gay», algo que no pasa en otros países, y que demuestra que no hace falta saberse la letra para cantar ni saber inglés para comunicarse.
Paul Humphreys, sobre sus conciertos en España (2015) 

### Fama (1981-1988)
Tras el gran éxito de «Enola Gay», la banda empieza una verdadera época de fama publicando, el 8 de noviembre de 1981, su tercer álbum de estudio, Architecture & Morality, que contenía el éxito «Souvenir», sencillo cantado por Humphreys que se lanzó el 4 de agosto. Esto les valió una presentación en el programa de televisión de la BBC Top of the Pops, donde la canción fue promocionada. En España alcanzó el número 1 en la lista de Los 40 Principales y se presentó, con polémica, en las Fiestas de San Isidro de Madrid. También destacó especialmente el sencillo «Maid of Orleans», que forma pareja con «Joan of Arc», pero fue así titulada para distinguirlas comercialmente. Ambos sencillos estuvieron dedicados a la dama de Orleans pero fue «Maid of Orleans» el que consiguió un gran éxito en el Reino Unido y en toda Europa. Se trata de un tema muy apreciado por los seguidores, con un breve fragmento central cantado y una orquestación envolvente. La manera en que se engarzan los temas, el ambiente del álbum, y secciones como la que forman estos dos temas confieren al disco la condición de álbum conceptual:

La ambición de Humphreys y McCluskey es muy notable: huyen del mero pop de sintetizador (pero nos regalan aun así algún caramelo como «Souvenir») para explorar en un sonido más maduro y de letras más sustanciales, con temáticas y atmósferas de corte medieval, como con las dos «Joan of Arc» y la hermosísima «Sealand», con ese sonido a música de entierro de otra época. (...) Tras este disco vendría «Dazzle Ships», un gran álbum synth pop que, sin embargo, se aleja de la grandiosidad y singularidad de la cima de OMD que supone este Architecture and Morality.
Adrián García Fuentes

En esa misma línea, su cuarto álbum de estudio, Dazzle Ships, publicado en 1983, es un disco en el que se reafirman en lo experimental, mezclando baladas y temas electrónicos con música concreta, sonidos de radio, teléfonos y aparatos electrónicos. El tema «Time Zones» es una traducción directa al lenguaje propio de la canción «News», del álbum Radio-Activity de Kraftwerk, uno de los grupos de los que beben en esta primera época. La música de este disco se utilizó como sintonía para la carta de ajuste de Televisión Española. En España, el tema «Genetic Engineering», incluido en este álbum, alcanzó el n.º 1 en la lista de Los 40 Principales.

El álbum que mató casi por completo nuestra carrera parece haberse convertido en el trabajo disfuncional de un genio. La realidad es que Paul Humphreys tardó 25 años en perdonarme por Dazzle Ships. Pero algunas personas siempre defienden lo que nosotros hicimos porque pensaban que era genial.
Andy McCluskey, sobre Dazzle Ships en The Guardian (2008-03-07) 

OMD, junto a Depeche Mode, es un grupo precursor de infinidad de estilos que se acabarán desarrollando en los años 90 e incluso bien entrado el siglo XXI. Casi no hay nada en los ritmos electroacústicos o en los efectos que estos grupos no hayan inventado o compuesto.
A partir de ahí, fueron acercándose más a la comercialidad. El sencillo «Locomotion» de su quinto álbum Junk Culture (1984) y «So in Love» o «Secret» del sexto álbum Crush (1985) los acercaron al público estadounidense, colándose en los primeros puestos de sus listas.
En 1986 la banda publica su séptimo álbum de estudio, The Pacific Age. La canción «If You Leave» fue incluida en la película La chica de rosa, que protagonizó la musa pelirroja Molly Ringwald. El tema ocupa un lugar destacado en la escena final de la misma. La canción se convirtió en un éxito internacional y llegó al n.º 4 en el Billboard Hot 100 en mayo de 1986. «Forever (Live and Die)» fue otro sencillo de ese álbum.
El 18 de junio de 1988 participan como teloneros de Depeche Mode en su gira 101, en el Pasadena Rose Bowl de California.
En 1988, después de lanzar un sencillo no muy bien recibido, «Dreaming», y un recopilatorio de caras A de sus sencillos, The Best of OMD, el dúo de Humphreys y McCluskey toma distintos caminos.

### Sugar Tax (1991)
Tras la ruptura de la formación original de OMD, Andy McCluskey se quedó con el nombre de la formación y sus derechos. Contó con la colaboración de los músicos Stuart Kershaw y Lloyd Massett con los que coescribió varias de las canciones de su octavo disco: Sugar Tax. La producción corrió a cargo de OMD, Howard Gray y Andy Richards (este último conocido por ser también productor de algunas canciones de Pet Shop Boys).
En el disco predominan los ritmos de baile aunque se complementan con canciones más lentas. Muchos dudaban de la capacidad de McCluskey para componer un álbum sin la colaboración de Paul Humphreys, pero al final el resultado estuvo a la altura de lo que se podía esperar de OMD. Dentro de un estilo synth pop o pop electrónico de melodías muy elaboradas y predominio de teclados y cajas de ritmos, Sugar Tax sorprendió por la calidad de sus canciones y para muchos seguidores de OMD es uno de sus mejores discos. Entre marzo y noviembre de 1991 se extrajeron cuatro sencillos: «Sailing on the seven seas», «Pandora's box», «Then you turn away» y «Call my name». Tuvo un notable apoyo de la crítica especializada y cierto éxito comercial.
Entre las canciones más bailables encontramos los dos primeros sencillos, sin olvidar los temas «Speed of light.» o «Apollo XI», esta última con muestras de la voz del presidente estadounidense Kennedy hablando de la misión lunar. Con una cadencia más lenta aparece «Neon lights», versión del clásico de Kraftwerk ejecutado con gran solvencia, y ya entre las baladas están «Then you turn away», «Was it something I said», «Big town», «Walking on air», «Walk tall» y, sobre todo, «All that glitters», una de las canciones mejor valoradas del álbum. Muchos se cuestionan por qué no fue un sencillo.

### Liberator (1993) y Universal (1996)
Sin embargo este impulso no dura mucho: McCluskey decide después trabajar con los tecladistas Nigel Ippinson y Phil Coxon para el noveno álbum de estudio, llamado Liberator (1993), cuyo quinto tema, «Dream of Me» fue construido a partir de un sampleado de «Love's Theme de The Love Unlimited Orchestra, un tema escrito y producido por Barry White. Con el fin de publicar la canción como un sencillo de OMD McCluskey aceptó la eliminación del sampleado pero logró conservar la mención en el título, oficialmente titulado «Dream of Me (Based on Love's Theme)» y, además, otorgar la autoría única en los créditos a Barry White. 
Andy McCluskey regresó con un elenco rotativo de músicos para el décimo álbum, llamado Universal (1996), un disco con una tendencia más al britpop. Para este disco Paul Humphreys vuelve como un coautor de algunas canciones, aunque no como artista intérprete, ejecutante o miembro del grupo.
Aunque Liberator y Universal produjeron éxitos menores y este último incluso también dio lugar a su primer Top 20 en cinco años con «Walking on the Milky Way» (también su último Top 20), McCluskey retiró el nombre de OMD a finales de 1996, debido al decreciente interés público en una banda de sintetizadores de la década de los 80 en la era del britpop basado en guitarras. 
Después de 1996 McCluskey decidió centrarse en la creación, gestión y composición de artistas de Liverpool como el girl group Atomic Kitten y The Genie Queen. Con McCluskey enfocando su talento en otros lugares, Humphreys decidió reactivar muchos espectáculos con la bandera de OMD, a la vez que grabó con Claudia Brücken, de la banda Propaganda, perteneciente a la compañía ZTT Records, bajo el nombre de OneTwo. 
En 1998 se lanzó un álbum con sencillos y un EP de material remezclado por artistas como Sash! y Moby.

### SigloXXI
Desde 2009 OMD publicaron en su página oficial varios anticipos y noticias del que sería su undécimo álbum de estudio: History of Modern. El 25 de noviembre de 2009, de acuerdo con la página oficial de la banda, se ofreció una descarga gratuita de la maqueta de una canción llamada «Sister Marie Says». Algunos elementos de la canción se compusieron originalmente en 1981 y fueron trabajados de nuevo para una versión que iba a aparecer en el álbum Universal. Finalmente no se incluyó porque sonaba demasiado a los primeros OMD, recordando demasiado a los discos creados hasta Junk Culture, y no encajaba correctamente con el tono de ese disco. En su nueva versión, con un sonido actualizado dado el regreso del techno a los teclados antiguos y a un sonido menos pregrabado, el sonido estaba más trabajado.

"Seamos sinceros: para un grupo que empezó hace 32 años, grabar un disco nuevo es algo muy peligroso y estúpido. La mayoría son malísimos. Hoy ser OMD es guay, así que lo último que queríamos era hacer un disco mierdoso que volviese a convertirnos en un grupo denostado. Por otro lado, Paul vive en Londres y yo en Liverpool y eso ralentiza la composición. Y, en tercer lugar, justo en verano del 2007 a mi esposa le diagnosticaron un cáncer, así que tuvimos que pararlo todo hasta que ella se recuperó".
Andy McCluskey, sobre History of Modern (2010) 

El 6 de septiembre de 2010 presentaron el sencillo denominado «If You Want It» tanto en formato de vinilo de 7" como en descarga digital. Finalmente, el undécimo álbum de estudio de la banda, History of Modern, fue publicado el 20 de septiembre de 2010 en Europa y el 28 de septiembre en los Estados Unidos. Además de la canción que da título al disco, pronto se dio a conocer otro tema de dicho álbum, «History of Modern II», que no se lanzó como sencillo ya que se apostó por «Sister Marie Says» dada la cercanía a la Navidad y que ofrecía un vídeo musical con iconos de la religión católica. El tercer sencillo del álbum fue publicado el 28 de febrero de 2011, «History of Modern I». Para la grabación del vídeo musical de esta canción se convocó un concurso abierto a diferentes vídeocreadores. El hecho de que en el álbum se incluya un tema dividido en dos partes se interpreta como una vuelta a los álbumes conceptuales como Architecture & Morality.

Todas las generaciones rechazan a la anterior. En los noventa el monstruo de la música rock volvió en forma de britpop, que se oponía a la música electrónica. (En 1996 nos retiramos porque) Estábamos solos, las modas habían cambiado, las bandas de sintetizadores ya no se llevaban.
Andy McKluskey, sobre la retirada de OMD durante la presentación de History of Modern (2011) 

En 2013 la banda publicó su duodécimo álbum de estudio, English Electric, un disco electrónico con ecos nostálgicos. Los sencillos que se extrajeron para su promoción fueron «Metroland», «The Future Will Be Silent» y «Dresden». Dentro de la gira de conciertos de este álbum inauguraron la XV edición del Festival Primavera Sound denunciando en rueda de prensa la desvalorización de la música contemporánea.

El álbum tiene referencias a los peligros de la tecnología moderna. (...) De ahí que la portada del disco muestre los signos de peligro que podían verse en una factoría que se llamaba «English Electric». La tecnología al final ha fallado en el sentido de hacer que nuestra vida sea mejor. No creo que la gente sea más feliz ahora que hace veinte años, por tener más tecnología. Por aquel entonces todos estábamos fascinados por sus posibilidades, pero no estábamos en lo cierto.
Andy McCluskey, sobre English Electric (2013) 

En 2017 el grupo publicó su decimotercer álbum de estudio, The Punishment of Luxury, cuyo primer sencillo fue «Isotype», seguido del de título homónimo al del álbum; el tercero fue «What Have We Done»; y el cuarto y último, «One More Time». En febrero de 2018 ofrecieron dos conciertos en España: el primero, el día 14, en Barcelona, y un día después en Madrid.
En 2023, OMD publicó Bauhaus Staircase, su decimocuarto álbum de estudio y el cuarto desde su reforma en 2006. El disco se inspiró principalmente en la política mundial de finales de la década de 2010 y principios de la de 2020. Su lanzamiento fue precedido por tres sencillos: el tema principal, «Slow Train», y «Veruschka». «Kleptocracy» también se lanzó posteriormente como sencillo antes del inicio de la gira de promoción del álbum. Bauhaus Staircase recibió críticas positivas. Las revistas Record Collector y Classic Pop lo nombraron el mejor álbum nuevo en sus respectivos números de noviembre de 2023, mientras que otros medios lo consideraron el mejor trabajo de OMD desde mediados de los 80. El disco debutó en el número dos de la lista de álbumes del Reino Unido, convirtiéndose en el álbum de estudio del grupo con mejor clasificación en su país natal, igualando el éxito de The Best of OMD de 1988. Encabezó la lista de álbumes independientes del Reino Unido.

## Discografía

### Álbumes
| Año  | Álbum                             | Listas            | Listas   | Listas                  | Anotaciones |
| Año  | Álbum                             | Listas británicas | Alemania | Billboard 200 (EE. UU.) | Anotaciones |
| ---- | --------------------------------- | ----------------- | -------- | ----------------------- | --- |
| 1980 | Orchestral Manoeuvres in the Dark | 27                | -        | -                       | En los Estados Unidos se publicó un híbrido del álbum en 1981, de solo cinco temas con otros seis del segundo álbum, Organisation, el cual hizo de primer álbum en dicho país bajo el título de «Orchestral Manoeuvres in the Dark». |
| 1980 | Organisation                      | 6                 | -        | -                       | En los Estados Unidos se publicó un híbrido del álbum en 1981, de solo cinco temas con otros seis del segundo álbum, Organisation, el cual hizo de primer álbum en dicho país bajo el título de «Orchestral Manoeuvres in the Dark». |
| 1981 | Architecture & Morality           | 3                 | 8        | 144                     | |
| 1983 | Dazzle Ships                      | 5                 | 11       | 162                     | |
| 1984 | Junk Culture                      | 9                 | 32       | 182                     | |
| 1985 | Crush                             | 13                | 23       | 38                      | |
| 1986 | The Pacific Age                   | 15                | 15       | 47                      | |
| 1991 | Sugar Tax                         | 3                 | 8        | -                       | Aunque aparecen bajo el nombre de OMD, esencialmente son discos solistas de Andy McCluskey. |
| 1993 | Liberator                         | 14                | 17       | 169                     | Aunque aparecen bajo el nombre de OMD, esencialmente son discos solistas de Andy McCluskey. |
| 1996 | Universal                         | 24                | 39       | -                       | Aunque aparecen bajo el nombre de OMD, esencialmente son discos solistas de Andy McCluskey. |
| 2010 | History of Modern                 | 28                | 5        | -                       | OMD reconstituido. |
| 2013 | English Electric                  | 12                | 10       | -                       | OMD reconstituido. |
| 2017 | The Punishment of Luxury          | 4                 | 9        | -                       | OMD reconstituido. |
| 2023 | Bauhaus Staircase                 | 2                 | 7        | -                       | OMD reconstituido. |